# Horreum
Horreum (množina: horrea) je bil vrsta javnega skladišča, ki se je uporabljalo v antičnem rimskem obdobju. Čeprav se latinski izraz pogosto uporablja za označevanje kašče, so rimske horreume uporabljali za shranjevanje številnih drugih vrst potrošnega materiala; veliko Horrea Galbae v Rimu so uporabljali ne le za skladiščenje žita, temveč tudi za oljčno olje, vino, živila, oblačila in celo marmor. Do konca cesarskega obdobja je imelo mesto Rim skoraj 300 horrea, da je lahko zadovoljilo svoje potrebe. Največji so bili ogromni, tudi po sodobnih standardih; Horrea Galbae je vseboval 140 sob samo v pritličju, ki so zajemale površino približno 21.000 m². Količino skladiščnega prostora, ki je bilo na voljo v javnem horreumu, lahko sodimo po dejstvu, da naj bi, ko je cesar Septimij Sever umrl leta 211, zapustil mestni horreum založen z dovolj hrane, da je lahko sedem let preskrbel milijonsko prebivalstvo Rima. Manjši (čeprav podobenna) horreum je bil standardna značilnost rimskih mest in utrdb po celotnem cesarstvu; dobro ohranjeni primeri vojaškega horreuma so bili izkopani ob Hadrijanovem zidu v Angliji, zlasti v utrdbah Housesteads, Corbridge in South Shields.

## Zgodovina
Prvi horreumi so bili zgrajeni v Rimu proti koncu 2. stoletja pred našim štetjem , prvi znani javni horreum pa je zgradil nesrečni tribun Gaj Grakh leta 123 pred našim štetjem. Beseda se je začela uporabljati za kateri koli prostor, določen za shranjjevanje blaga; zato so pogosto uporabljali kleti (horrea subterranea), vendar je besedo mogoče uporabiti tudi za prostor, kjer so bila shranjena umetniška dela , ali celo za knjižnice. Nekateri javni horreumi so delovali nekako kot banke, kjer so lahko shranjevali dragocenosti, najpomembnejši razred horreumov pa je bil tisti, kjer je država shranjevala in distribuirala so živila, kot sta žito in oljčno olje. Rimske nenasitne zahteve po živilih so pomenile, da je bila količina blaga, ki je šla skozi nekakšen mestni horreum, neizmerna, tudi po sodobnih standardih. Umetni hrib Monte Testaccio v Rimu, ki stoji za najdiščem Horrea Galbae, naj bi vseboval ostanke najmanj 53 milijonov amfor oljčnega olja, v katerih je bilo uvoženih približno 6 milijard litrov olja.

## Oblika in uporaba
Rimski horrea in njegovo pristanišče Ostia sta imela dve ali več nadstropij. Zgrajeni so bili s klančinami, ne pa s stopnicami, da bi omogočili enostaven dostop do zgornjih nadstropij. Žitni horrea je imel pritličje na stebrih, da bi zmanjšali verjetnost, da bo vlaga vstopila in pokvarila blago. Zdi se, da so številni horreumi služili kot velike trgovske površine z vrstami majhnih trgovin (taberne) ob osrednjem dvorišču; nekatere so bile dokaj izpopolnjene, morda so služile kot ekvivalent sodobnih nakupovalnih arkad. Druge, na primer tiste v Ostiji, niso imele dvorišča ampak namesto tega vrste tabernae, ki so stale zadaj. Na Bližnjem vzhodu je horreum prevzel zelo drugačen dizajn z eno samo vrsto zelo globokih tabernae, ki so se vse odpirale na isto stran; to je odražalo arhitekturni slog, ki so ga široko upoštevali v palačnih regijah in tempeljskih kompleksih, že pred prihodom Rimljanov. 
Presenetljivo je, da sta bili varnost in požarna zaščita glavni pomisleki. Horreum so pogosto gradili z zelo debelimi stenami (do 1 m debeline), da bi zmanjšali nevarnost požara, okna pa so bila vedno ozka in postavljena visoko na steno, da bi odvrnili krajo. Vrata so bila zaščitena s prefinjenimi sistemi ključavnic in vijakov. Tudi največji horreum je imel običajno le dve ali tri zunanja vrata, ki so bila pogosto precej ozka in ne bi dovolila vstopa na vozove. Naporno nalogo prestavljanja blaga v in zunaj horreuma se je najverjetneje opravljalo samo ročno; največji horreum je torej imel ogromno delavcev.
Rimski horreumi so bili posamično poimenovani, nekateri so imeli imena, ki so označevala blago, ki so ga shranjevali (in verjetno prodajali), na primer vosek ('ckandelaria), papir (chartaria) in poper (piperataria). Drugi so bili poimenovani po cesarjih ali drugih posameznikih, povezanih s cesarsko družino, na primer prej omenjeni Horrea Galbae, ki je bil menda poimenovan po cesarju Galbi iz 1. stoletja našega štetja. Posebno dobro ohranjen horreum v Ostiji, Horrea Epagathiana et Epaphroditiana, je znan po napisu, da je dobil ime po dveh osvobojenih osebah (predvidoma njegovih lastnikih), Epagathusu in Epaphroditusu.

## Video materiali
Computer reconstruction of Horreum na YouTubu